# Andrea Betzner
Andrea Betzner (* 10. Juli 1966 in Freiburg) ist eine ehemalige deutsche Tennisspielerin.

## Karriere
Betzner konnte während ihrer Tenniskarriere zwei WTA-Doppeltitel gewinnen. Im Fed-Cup spielte sie 1985 im deutschen Team.
Nach Beendigung ihrer sportlichen Laufbahn studierte sie Medizin und promovierte an der Eberhard Karls Universität Tübingen. Seit 2011 betreibt sie eine Orthopädiepraxis in Villingen-Schwenningen.

## Erfolge

### Doppel
| Nr. | Datum            | Turnier | Kategorie  | Belag | Partnerin      | Finalgegnerinnen                    | Ergebnis |
| --- | ---------------- | ------- | ---------- | ----- | -------------- | ----------------------------------- | -------- |
| 1.  | 11. Oktober 1987 | Athen   | WTA        | Sand  | Judith Wiesner | Kathleen Horvath Dinky Van Rensburg | 6:4, 7:6 |
| 2.  | 1. Mai 1988      | Tarent  | WTA Tier V | Sand  | Claudia Porwik | Laura Garrone Helen Kelesi          | 6:1, 6:2 |